# Gonaphodiellus chapini
Gonaphodiellus chapini är en skalbaggsart som beskrevs av Hinton 1934. Gonaphodiellus chapini ingår i släktet Gonaphodiellus och familjen Aphodiidae. Inga underarter finns listade i Catalogue of Life.